# Hubert Gad

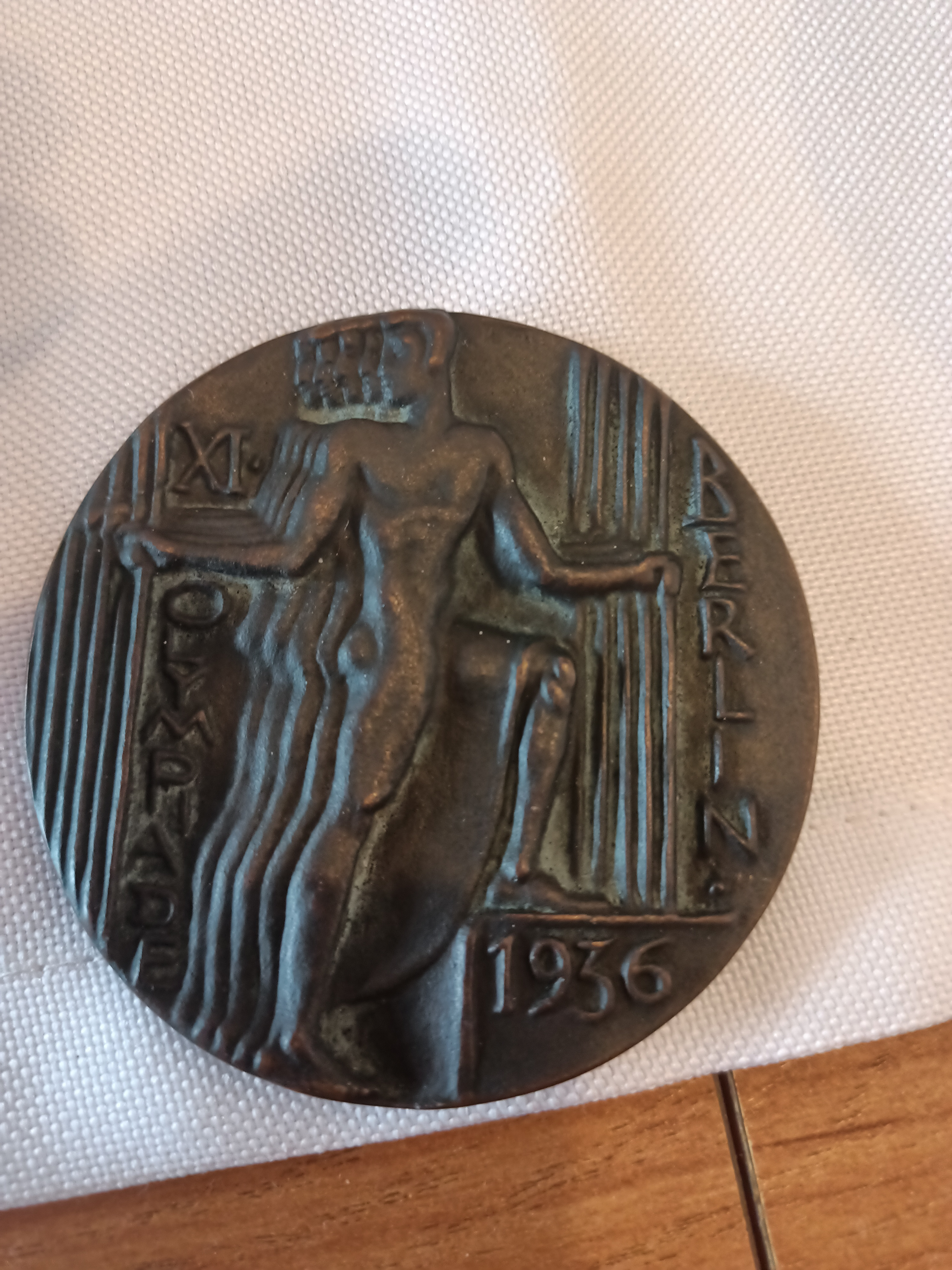
Medal Huberta Gada Igrzyska Olimpijskie 1936

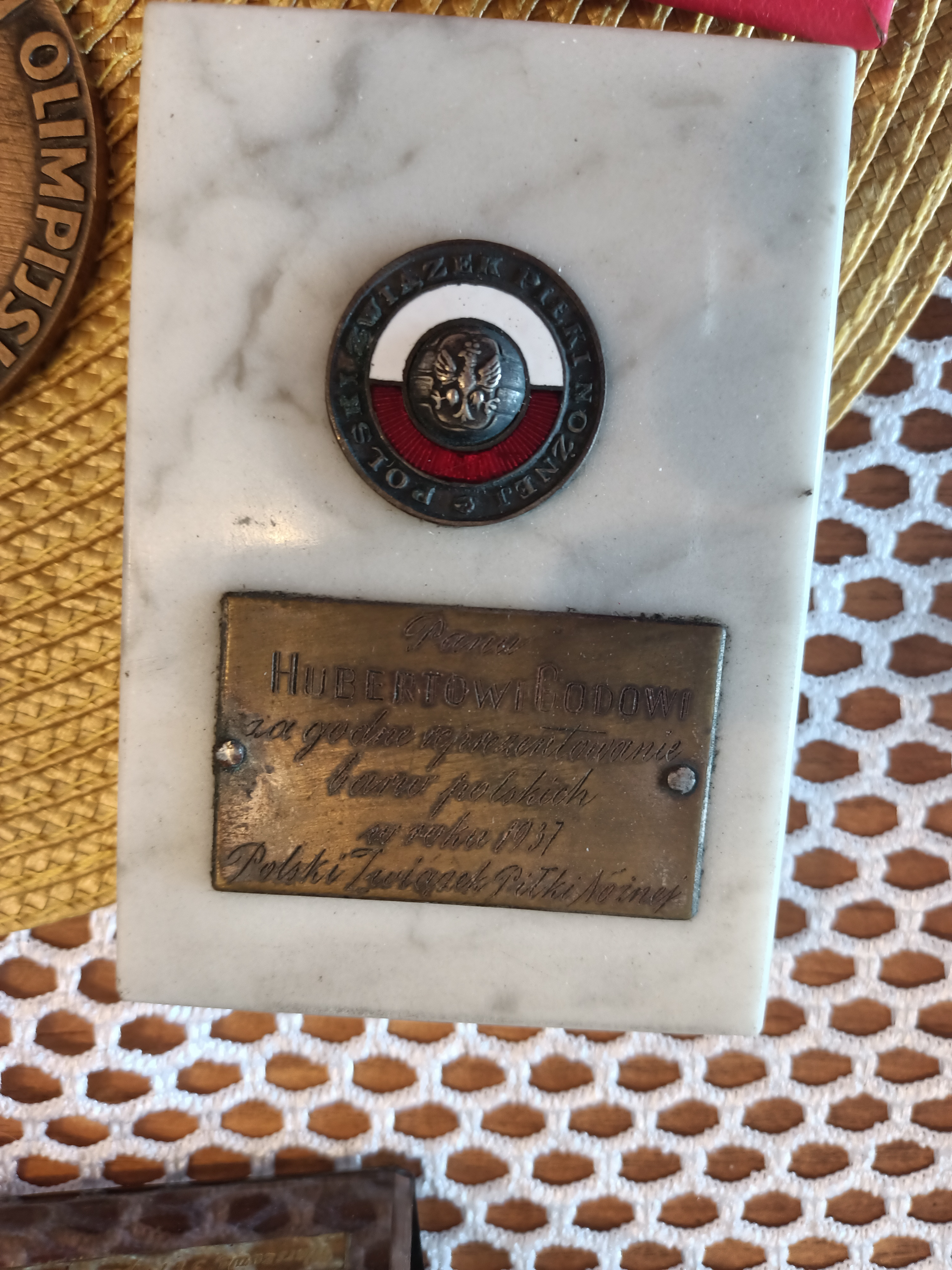
Podziękowania dla Huberta Gada z PZPN

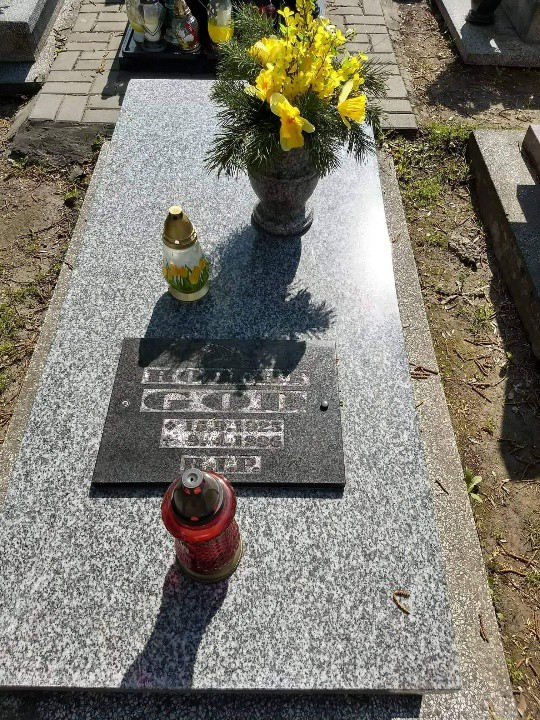
Grób Roberta Gada na Cmentarzu Starym w Świętochłowicach

Hubert August Gad, według metryki God (ur. 15 sierpnia 1914 w Świętochłowicach, zm. 3 lipca 1939 tamże) – polski piłkarz występujący na pozycji napastnika, reprezentant Polski w latach 1936–1939, olimpijczyk.

## Kariera klubowa
Przez całą swoją karierę piłkarską związany był z klubem Śląsk Świętochłowice, gdzie rozegrał 345 spotkań i strzelił 325 bramek. W dwóch ligowych sezonach w 1935 i 1936 roku na 34 rozegrane mecze, zdobył 24 gole.

## Kariera reprezentacyjna
16 lutego 1936 zadebiutował w reprezentacji Polski w wygranym 2:0 meczu towarzyskim z Belgią. Wystąpił na Igrzyskach Olimpijskich 1936 w Berlinie, gdzie zdobył w 12. minucie pierwszą, historyczną bramkę. W tym samym meczu strzelił także bramkę na 2-0 Zagrał również w spotkaniach przeciwko Wielkiej Brytanii (5:4), Austrii (1:3) i Norwegii (2:3). Łącznie na igrzyskach strzelił 4 bramki.

### Bramki w reprezentacji
| LP | Data                | Miejsce                          | Przeciwnik | Bramka | Rezultat | Ranga meczu     |
| -- | ------------------- | -------------------------------- | ---------- | ------ | -------- | --------------- |
| 1. | 16 lutego 1936      | Stade du Centenaire, Bruksela    | Belgia     | 2:0    | 2:0      | Mecz towarzyski |
| 2. | 4 października 1936 | Københavns Idrætspark, Kopenhaga | Dania      | 1:0    | 1:2      | Mecz towarzyski |

## Życie prywatne
Urodził się 15 sierpnia 1914 w Świętochłowicach jako syn Augusta i Klary z d. Baron. Pracował jako ślusarz w hucie Florian.
3 lipca 1939 w wieku 24 lat zginął tragicznie. Podczas kąpieli w stawie koło szybu Oskar, mimo towarzystwa czterech kolegów utonął, prawdopodobnie doznając zawału serca, zostawiając matkę i rodzeństwo. 6 lipca 1939 został pochowany na Cmentarzu Starym w Świętochłowicach. Był najstarszym z czterech braci piłkarzy, młodsi to Reinhold (*1922-1942), Robert (*1925-1996) i Józef (*1930-1980). Zmarłego Huberta pochowano w stroju olimpijskim.